# Mirawara aapta
Mirawara aapta is een haft uit de familie Ameletopsidae. De wetenschappelijke naam van de soort is voor het eerst geldig gepubliceerd in 1954 door Harker.
De soort komt voor in het Australaziatisch gebied.